# Ère Kenmu
L'ère Kenmu (建武) est une des ères du Japon de la Cour du Nord durant l'ère des cours du nord et du sud après l'ère Shōkei et avant l'ère Ryakuō. Bien que l'ère Kenmu soit reconnue par la Cour du Sud comme ayant commencé en même temps, elle est interprétée de manière à avoir commencé après l'ère Genkō et avant l'ère Engen.
Cette ère couvre la période allant du mois de janvier 1334 au mois d'août 1338 à la Cour du Nord et seulement jusqu'au mois de février 1336 à la Cour du Sud. L'empereur régnant est Go-Daigo au sud et Kōmyō au nord.

## Contexte de l'ère Nanboku-chō

Les sièges impériaux durant l'époque Nanboku-chō sont relativement proches l'un de l'autre mais géographiquement distincts. Ils sont conventionnellement identifiés ainsi :
Capitale du nord : Kyoto
Capitale du sud : Yoshino.

Au cours de l'ère Meiji, un décret impérial daté du 3 mars 1911 établit que les monarques régnants légitimes de cette époque sont les descendants directs de l'empereur Go-Daigo par l'empereur Go-Murakami dont la Cour du Sud a été établie en exil dans le district de Yoshino, près de Nara.
Jusqu'à la fin de l'époque d'Edo, les empereurs usurpateurs (en supériorité militaire) et soutenus par le shogunat Ashikaga sont erronément inclus dans les chronologies impériales en dépit du fait incontestable que les insignes impériaux ne sont pas en leur possession.
Cette Cour du Nord illégitime est établie à Kyoto par Ashikaga Takauji.

## Changement d'ère
- 1333, également appelée Kenmu gannen (建武元年?) : Le nom de la nouvelle ère est créé pour marquer un événement ou une succession d'événements. La précédente ère se termine quand commence la nouvelle, en Shōkei 1 selon l'ordre du temps à la Cour du nord à Kyoto et en Genkō  4, selon l'ordre du temps tel que reconnu à la Cour du sud à Yoshino.

## Événements de l'ère Kenmu
- 1333-1336 (Kenmu 1) : La restauration de Kenmu est une tentative de l'empereur de restaurer l'autorité impériale après la chute du shogunat de Kamakura. L'éphémère restauration est menacée par Ashikaga Takauji qui rétablit un nouveau bakufu connu sous le nom de shogunat Ashikaga ou shogunat Muromachi. L'échec de la restauration entraîne la création de deux cours impériales rivales qui luttent pour la suprématie jusqu'en 1392[6].
- 1334 (Kenmu 1) : L'empereur Go-Daigo fait écrire le kenmu nenchū gyōji, livre dont l'objet est de décrire les cérémonies de la cour et dont le but est d'aider au processus de restauration de l'ancienne étiquette de cour[7].
- 25 octobre 1334 (Kenmu 1, 27e jour du 9e mois) : L'empereur Go-Daigo effectue un déplacement impérial aux sanctuaires de Kamo-jinja[8]. Aucun autre empereur ne visite les sanctuaires de Kamo avant le 29 avril 1863 (Ère Bunkyū 3, 11e jour du 3e mois), quand l'empereur Komei fait un déplacement impérial à Kamo-jinja accompagné du shogun, de tous les principaux officiels et de nombreux seigneurs féodaux. C'est le premier déplacement impérial depuis celui de Go-Mizunoo au Château de Nijō plus de 230 ans auparavant[9].
- 1336 (Kenmu 3) : Un auteur anonyme publie le Kenmu nenkan ki qui est une chronique de l'ère Kenmu. Ce texte est une source d'information relativement aux lois, au gouvernement, aux bureaucrates, ainsi qu'aux terres arables et aux propriétés données par l'empereur à la noblesse ou aux institutions religieuses (shōen)[10].
- 1336 (Kenmu 3) : Ashikaga Takauji promulgue le Kenmu shikimoku qui est un code légal comprenant 17 articles relatifs au comportement des nobles[11].